# Rotes Tor (Augsburg)

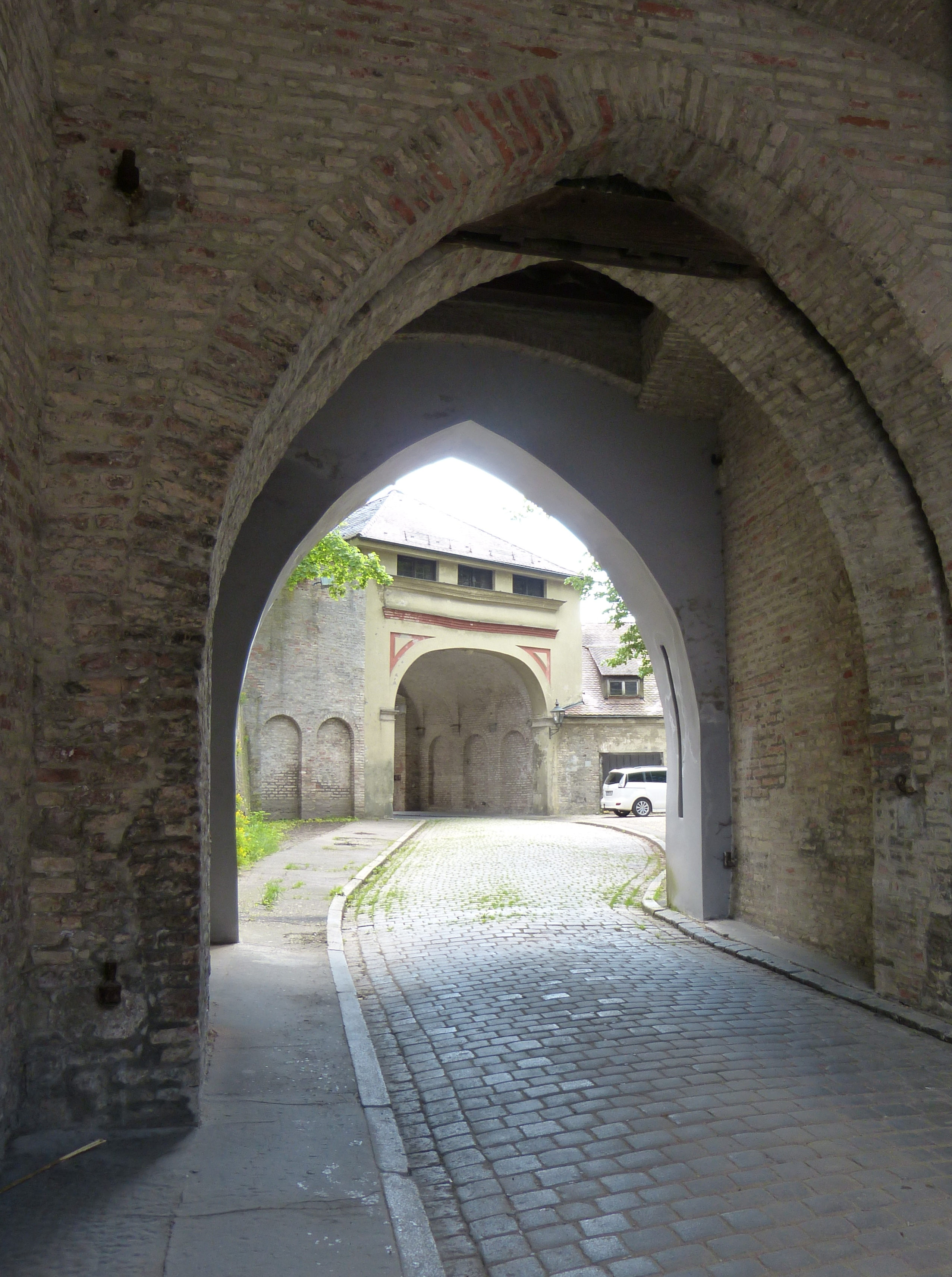
Czerwona Brama: widok w kierunku przedbramia

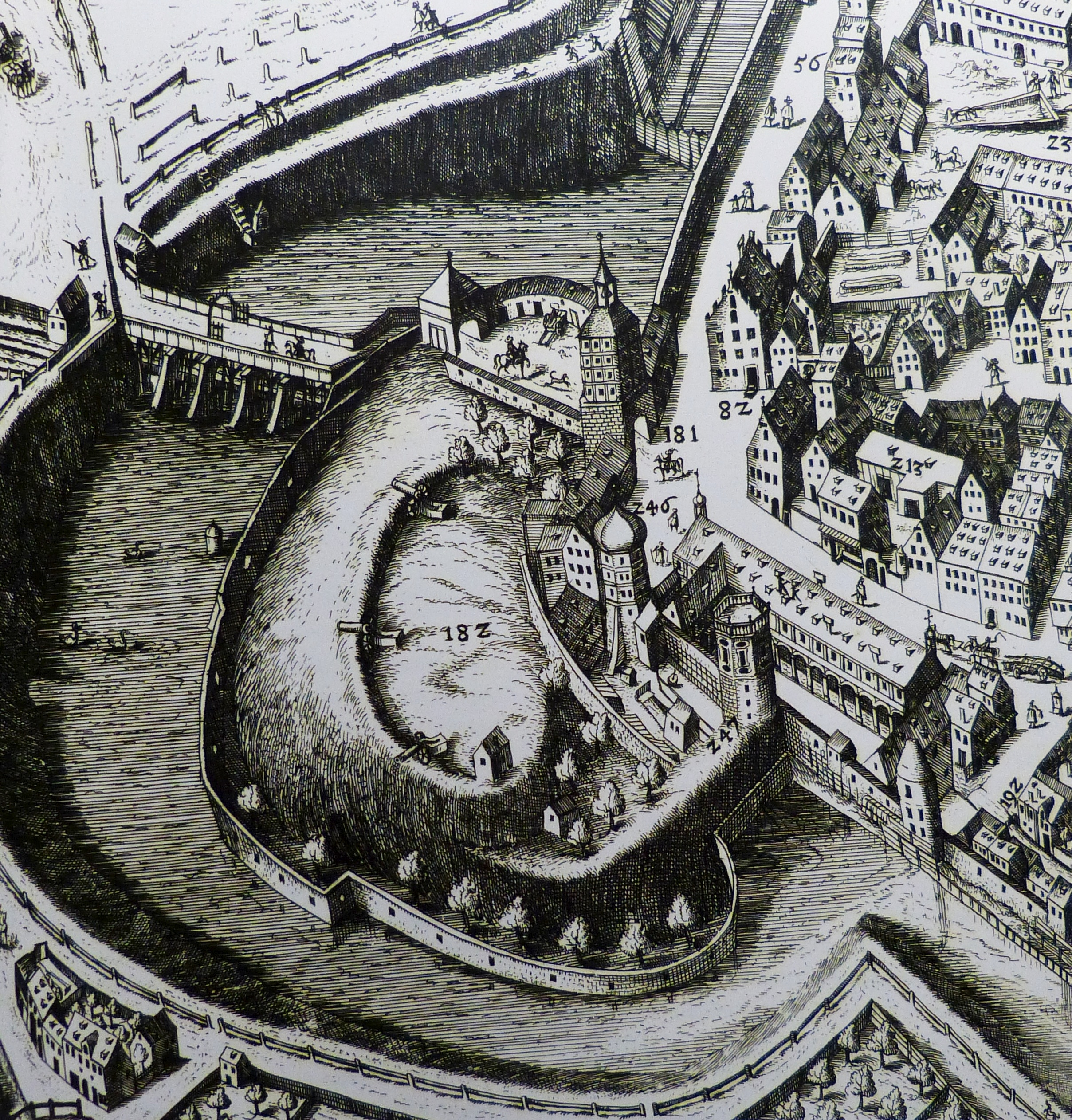
Zespół budowli Czerwonej Bramy na miedziorycie Wolfganga Kiliana z 1626 r.

Rotes Tor (dawniej także Spitaltor lub Haunstetter Tor; pol. Czerwona Brama) – jedna z 14 kiedyś istniejących bram miejskich Augsburga, element średniowiecznych murów obronnych tego niemieckiego miasta. Jako jedna z pięciu nie została zburzona podczas rozbiórki murów miejskich w XIX wieku.

## Położenie
Znajduje się w południowej części starego centrum Augsburga. Nazwa wywodzi się od czerwonego koloru, na jaki była pomalowana w średniowieczu i jaki otrzymała ponownie w trakcie renowacji w XX wieku. Wraz z mostem, barbakanem oraz bastionem i fosą miejską brama tworzyła cały system obronny Czerwonej Bramy, który w dużej mierze zachował się do dziś.

## Historia
Pierwsza wzmianka w dokumentach o bramie pochodzi z 1223 roku, ale przypuszcza się, że istniała ona w tym miejscu już w 1187 roku. Była najbardziej na południe wysuniętą bramą miejską i służyła jako wylot rzymskiego jeszcze szlaku, zwanego Via Claudia, w kierunku Tyrolu i Włoch.
W 1371 roku, po spaleniu starej bramy, powstał nowy budynek bramny. W 1388 roku obiekt został rozbudowany o fosę i przerzucony przez nią drewniany most. W XV wieku podwyższono mury i rozbudowano system obronny bramy. W 1545 r. na przedpolu Czerwonej Bramy wybudowano bastion, który w 1604 r. przebudował miejski architekt i budowniczy Elias Holl.
Po zniesieniu dla miasta statusu twierdzy (w drugiej połowie XIX wieku) cały zespół obronny Czerwonej Bramy wraz z bastionem zamieniono na park. Jego aranżacja była kilkakrotnie zmieniana (ostatnio w 1952 roku przez Ludwiga Römera). Od 1929 roku funkcjonuje tu również amfiteatr ze sceną plenerową.
Brama znajduje się na liście zabytków Bawarii (nr D-7-61-000-60).

## Architektura
Mury Czerwonej Bramy oraz przyległe fragmenty murów miejskich pochodzą z lat 1545/46. Dolna część bramy to masywna, gotycka, murowana czworoboczna budowla wtopiona w ciąg murów i wsparta w narożnikach wydatnymi przyporami, z ostrołukowo zamkniętą sienią przejazdową. Obecnie otynkowana, delikatnie boniowana. Górna kondygnacja bramy jest również czworoboczna, jednak z zaokrąglonymi narożnikami. Opięta siecią pilastrów i poziomych opasek, wyróżnia się również trzema kondygnacjami niewielkich otworów okiennych, prostokątnych i okrągłych, podkreślających rytmikę podziałów. Nakryta dachem namiotowym z latarnią. W obecnej formie zbudowana w 1622 r. wg projektu miejskiego architekta i mistrza budowlanego Eliasa Holla.
Brama frontowa (zewnętrzna brama barbakanu) – to niska budowla w stylu renesansowym, nakryta niskim dachem namiotowym, z przejazdem sklepionym kolebkowo. Nad wjazdem kartusz z herbem cesarstwa (dwugłowy orzeł) i inskrypcją wskazującą na datę budowy (1545-1546). Znajdujący się w sąsiedztwie przyścienny bastion ze sklepionymi kazamatami pochodzi z 1611 r.
Most przez fosę miejską, wiodący do barbakanu Czerwonej Bramy, pierwotnie drewniany, obecny murowany, dwukondygnacyjny z sześcioma łukami (inskrypcja z datą 1777 wskazuje na czas budowy). Jest mostem dwukondygnacyjnym – w dolnej kondygnacji posiada kanał wodny, należący do akweduktu Czerwonej Bramy, stanowiącego część dawnego systemu zaopatrzenia miasta w wodę.